# 2015-ös Formula–E Long Beach nagydíj
A 2015-ös Formula–E Long Beach nagydíjat április 4-én rendezték. A pole-pozícióból Daniel Abt indulhatottt. A futamot Nelson Piquet Jr. nyerte meg.

## A versenyhétvége

### Időmérő
| Helyezés | Rajtszám | Versenyző              | Csapat          | Idő      | Különbség | Rajthely |
| -------- | -------- | ---------------------- | --------------- | -------- | --------- | -------- |
| 1        | 66       | Daniel Abt             | Audi Sport ABT  | 56,937   |           | 1        |
| 2        | 8        | Nicolas Prost          | e.dams-Renault  | 56,944   | +0,007    | 2        |
| 3        | 99       | Nelson Piquet Jr.      | NEXTEV TCR      | 56,974   | +0,037    | 3        |
| 4        | 11       | Lucas di Grassi        | Audi Sport ABT  | 57,083   | +0,146    | 4        |
| 5        | 27       | Jean-Éric Vergne       | Andretti        | 57,106   | +0,169    | 4        |
| 6        | 28       | Scott Speed            | Andretti        | 57,156   | +0,219    | 6        |
| 7        | 55       | António Félix da Costa | Amlin Aguri     | 57,182   | +0,245    | 7        |
| 8        | 7        | Jérôme d’Ambrosio      | Dragon Racing   | 57,184   | +0,247    | 8        |
| 9        | 30       | Stéphane Sarrazin      | Venturi         | 57,261   | +0,324    | 9        |
| 10       | 9        | Sébastien Buemi        | e.dams-Renault  | 57,288   | +0,351    | 10       |
| 11       | 2        | Sam Bird               | Virgin Racing   | 57,304   | +0,367    | 11       |
| 12       | 21       | Bruno Senna            | Mahindra Racing | 57,347   | +0,410    | 12       |
| 13       | 10       | Jarno Trulli           | Trulli          | 57,417   | +0,480    | 13       |
| 14       | 3        | Jaime Alguersuari      | Virgin Racing   | 57,449   | +0,512    | 14       |
| 15       | 23       | Nick Heidfeld          | Venturi         | 57,508   | +0,571    | 15       |
| 16       | 88       | Charles Pic            | NEXTEV TCR      | 57,818   | +0,881    | 16       |
| 17       | 6        | Loïc Duval             | Dragon Racing   | 57,905   | +0,968    | 17       |
| 18       | 5        | Karun Chandhok         | Mahindra Racing | 57,921   | +0,984    | 18       |
| 19       | 77       | Salvador Durán         | Amlin Aguri     | 57,950   | +1,013    | 19       |
| -        | 18       | Vitantonio Liuzzi      | Trulli          | 1:12,813 | +15,876   | 20       |

### Futam
| Helyezés | Rajtszám | Versenyző              | Csapat          | Kör | Idő/Kiesés oka      | Rajthely | Pont |
| -------- | -------- | ---------------------- | --------------- | --- | ------------------- | -------- | ---- |
| 1        | 99       | Nelson Piquet Jr.      | NEXTEV TCR      | 39  | 46:01,971           | 3        | 25   |
| 2        | 27       | Jean-Éric Vergne       | Andretti        | 39  | +1,705              | 5        | 18   |
| 3        | 11       | Lucas di Grassi        | Audi Sport ABT  | 39  | +2,994              | 4        | 15   |
| 4        | 9        | Sébastien Buemi        | e.dams-Renault  | 39  | +3,518              | 10       | 12   |
| 5        | 21       | Bruno Senna            | Mahindra Racing | 39  | +8,844              | 12       | 10   |
| 6        | 7        | Jérôme d’Ambrosio      | Dragon Racing   | 39  | +13,460             | 8        | 8    |
| 7        | 55       | António Félix da Costa | Amlin Aguri     | 39  | +16,171             | 7        | 6    |
| 8        | 3        | Jaime Alguersuari      | Virgin Racing   | 39  | +17,975             | 14       | 4    |
| 9        | 6        | Loïc Duval             | Dragon Racing   | 39  | +18,436             | 17       | 2    |
| 10       | 30       | Stéphane Sarrazin      | Venturi         | 39  | +20,418             | 9        | 1    |
| 11       | 23       | Nick Heidfeld          | Venturi         | 39  | +21,326             | 15       |      |
| 12       | 5        | Karun Chandhok         | Mahindra Racing | 39  | +32,917             | 18       |      |
| 13       | 18       | Vitantonio Liuzzi      | Trulli          | 39  | +38,592             | 20       |      |
| 14       | 8        | Nicolas Prost          | e.dams-Renault  | 39  | +42,375             | 2        | 2*   |
| 15       | 66       | Daniel Abt             | Audi Sport ABT  | 39  | +44,361             | 1        | 3*   |
| 16       | 88       | Charles Pic            | NEXTEV TCR      | 39  | +58,125             | 16       |      |
| Ki       | 77       | Salvador Durán         | Amlin Aguri     | 27  | Mechanikai probléma | 19       |      |
| Ki       | 2        | Sam Bird               | Virgin Racing   | 22  | Felfüggesztés       | 11       |      |
| Ki       | 10       | Jarno Trulli           | Trulli          | 7   | Baleset             | 13       |      |
| Ki       | 28       | Scott Speed            | Andretti        | 3   | Baleset             | 6        |      |

Jegyzetek:
- 3 pont a Pole-pozícióért.
- 2 pont a futamon futott leggyorsabb körért.

## A bajnokság állása a futam után
| H  | Versenyzők         | Pont | H  | Konstruktőrök      | Pont |
| -- | ------------------ | ---- | -- | ------------------ | ---- |
| 1. | Lucas di Grassi    | 75   | 1. | e.dams Renault     | 124  |
| 2. | Nelson Piquet, Jr. | 74   | 2. | Audi Sport ABT     | 97   |
| 3. | Nicolas Prost      | 69   | 3. | Virgin Racing      | 82   |
| 4. | Sébastien Buemi    | 55   | 4. | Andretti Autosport | 80   |
| 5. | Sam Bird           | 52   | 5. | NEXTEV TCR         | 74   |

- Jegyzet: Csak az első 5 helyezett van feltüntetve mindkét táblázatban.